# 러브 & 드럭스
《러브 & 드럭스》(영어: Love & Other Drugs)는 2010년에 개봉한 로맨틱 코미디 드라마 영화로, 에드워드 즈윅이 감독, 공동 각본, 제작을 맡았다. 제이미 리디의 논픽션 〈Hard Sell: The Evolution of a Viagra Salesman〉에 기반하였다. 앞서 《브로크백 마운틴》(2005)에서 함께 연기했던 제이크 질런홀과 앤 해서웨이가 주연으로 출연하였다.
2010년 11월 24일 미국에서 개봉하였고, 영화 비평가들로부터 상반된 평가를 받았다.

## 줄거리
1996년 피츠버그 전자 제품 가게에 다니던 바람둥이 제이미 랜들은 매니저의 여자친구와 부적절한 관계를 가진 걸 들키면서 해고당한다. 형의 도움으로 제약 회사 영업 사원이 된 그는 화이자의 졸로푸트를 선전하면서 의사들로부터 외면을 받는다. 하지만 마음이 누그러진 한 의사가 자신이 담당한 파킨슨병 초기 환자 매기 머독을 진료하는 모습을 참관하게 해 주면서 제이미는 인생의 변화를 맞이한다.
제이미는 처음에는 매기에게 단순한 호감을 느끼고 가벼운 만남으로 시작하지만, 함께 시간을 보내면서 진지한 관계로 발전하고 싶어한다. 그러나 매기는 병으로 인해 불안정하며, 제이미와의 관계를 망설인다. 제이미는 발기 부전 치료제인 비아그라를 판매하며 큰 성공을 거두지만, 매기는 그에게서 도피하려 한다.
결국 매기는 제이미의 진심을 깨닫고 다시 관계를 시작하지만, 병세가 악화될수록 두 사람의 갈등은 깊어진다. 제이미는 매기를 위해 파킨슨병에 대해 연구하고 치료를 위해 노력하지만, 매기는 제이미가 자신의 병이 나을 수 있다는 희망을 전제로 자신과 함께하려 한다고 생각해 그를 떠난다.
시간이 흘러 제이미는 다시 방탕한 생활로 돌아가지만, 매기와의 추억을 떠올리면서 그녀를 다시 찾고 싶어 한다. 그는 매기가 약을 구하러 캐나다로 떠났다는 소식을 듣고 그녀를 찾아내 진심을 고백한다. 매기는 그의 진심에 감동하지만, 자신이 병 때문에 그에게 큰 짐이 될 것을 걱정한다. 제이미는 매기 곁에 있기 위해 시카고 지사 발령을 포기하고 피츠버그 대학교 의대에 진학한다.

## 출연진
- 제이크 질런홀 - 제이미 랜들 역
- 앤 해서웨이 - 매기 머독 역
- 올리버 플랫 - 브루스 윈스턴 역
- 행크 어제리아 - 스탠 나이트 의사 역
- 조시 개드 - 조시 랜들 역
- 게이브리얼 막트 - 트레이 해니건 역
- 주디 그리어 - 신디 역
- 조지 시걸 - 제임스 랜들 의사 역
- 질 클레이버그 - 낸시 랜들 역
- 니키 딜로치 - 크리스티 역
- 캐서린 위닉 - 리사 역
- 내털리 골드 - 헬렌 랜들 의사 역
- 마이클 처너스 - 제리 역
- 케이트 제닝스 그랜트 - 지나 역
- 제이미 알렉산더 - 캐럴 역 (크레디트 미기재)